# Vitalius roseus
Vitalius roseus là một loài nhện trong họ Theraphosidae.
Loài này thuộc chi Vitalius. Vitalius roseus được Cândido Firmino de Mello-Leitão miêu tả năm 1923.